# Ahmet Hakan

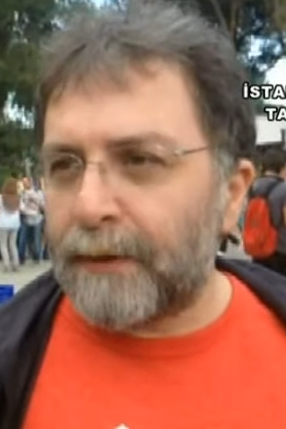
Ahmet Hakan, Proteste in Turchia del 2013.

Ahmet Hakan Coşkun, meglio conosciuto come Ahmet Hakan (Yozgat, 11 agosto 1967), è uno scrittore e giornalista turco.

## Biografia
Ahmet è nato l'11 agosto del 1967 nella Provincia di Yozgat. Dopo aver iniziato la sua carriera come giornalista nel giornale locale Yeni Şafak, si è laureato in teologia presso l'Università di Uludağ nel 1988 e ha condotto i telegiornali di Kanal 7 (1995-2004), CNN Turk (2004-2017) e Kanal D (2017-oggi). Hakan ha scritto articoli nel giornale turco Sabah nel passato. Dal 16 gennaio 2017 conduce il telegiornale di Kanal D.